# 富爾塔拉烏帕齊拉
庫爾塔拉乌帕齐拉是孟加拉国庫爾納縣的一个乌帕齐拉，位於庫爾納专区的庫爾納縣。。

## 人口
據1991年孟加拉國人口普查，庫爾塔拉共有戶數12,867戶，人口67930人。其中男性佔比51.01%，女性佔比48.99%；成年人口36,368人。該地7歲以上人口之平均識字率為41.1%，高於全國平均值（32.4%）。